# ひるパ!〜土曜はゆるっとホームパーティー〜
『ひるパ!〜土曜はゆるっとホームパーティー〜』（ひるパ どようはゆるっとホームパーティー）は、テレビ東京で2022年10月1日から2023年9月16日まで放送されていたトークバラエティ番組。

## 概要
宮田俊哉と岡田結実をMCに毎週ゲストを迎え、ホームパーティーの雰囲気でゲストが一押しするグルメの紹介・パーティーゲーム企画・テレビ東京関係の最新情報の紹介を交えて展開するトークバラエティ番組。

## 出演者
司会
- 宮田俊哉（Kis-My-Ft2）
- 岡田結実

## スタッフ
- ナレーター：相内優香（テレビ東京アナウンサー）、冨田有紀（テレビ東京アナウンサー）、福田典子（テレビ東京アナウンサー）、片渕茜（テレビ東京アナウンサー）、水原恵理（テレビ東京アナウンサー）、狩野恵里（テレビ東京アナウンサー）、中原みなみ（テレビ東京アナウンサー）、立川周（テレビ東京アナウンサー）［ななパ！］、矢内雄一郎（テレビ東京アナウンサー）［ななパ！］、島田一輝（テレビ東京アナウンサー）［ななパ！］、野沢春日（テレビ東京アナウンサー）［ななパ！］、植草朋樹（テレビ東京アナウンサー）［ななパ！］、板垣龍佑（テレビ東京アナウンサー）［ななパ！］、髙橋大悟（テレビ東京アナウンサー）［ななパ！］
- 構成：藤本裕(祐)、白川幸洋、渡邊勇穂【週替り】
- カメラ：三浦貴広、竹中哲、稗田健晴、小長井大輔、深澤克仁、長谷川翔太、二宮貴司、安藤太郎、米谷悟、川島孝夫、斎藤真樹、松本淳、田村誠志、後藤佑喜、石原啓之、織田美紀、坂本裕樹、塚田竜士、佐藤勇介【週替り】（三浦→以前は毎週）
- 音声：渡邊智洋、齋藤泉、タン・ウィ・シン、山田亮佑、福山陸、及川幸一【週替り】
- 編集：井上達生（すまじおましゅ）
- MA：上野裕、高橋知世【週替り】
- 音響効果：北澤亨
- タイトル：木村有里
- 音楽協力：テレビ東京ミュージック
- 技術協力：テクノマックスビデオセンター、イメージランド
- 美術協力：テレビ東京アート
- フードコーディネーター：都留沙矢香、川合麻衣子、泰良晴美【週替り】
- デスク：秋場香織
- AD：松本恭幸、青井貴弘、岡田ひかる【週替り】
- AP：伊藤宏之、遠藤充子【毎週】、辺見和子、津野真美子、平位祐一郎、中西加奈、小河さゆり【週替り】
- ディレクター：久保田昌志、木戸勇介、中澤圭、茂木明、小原孝弥、野中哲也、佐々木啓、岩﨑容祐、永田香織、吉田勉、飯山将、祖山聡、森辰雄、大室博一、田渕拓実、小笠原史弥、國島聖太、大熊慎一【週替り】
- 演出：園部雄一郎
- プロデューサー：日比野壇、倉地雄大、滝山直史（滝山→2023年7月29日-）、真船佳奈（真船→2023年5月13日-）、伊達恵介【毎週】、野口詠介、福田直幸、橋本尚敏、藤沼明子、竹前光昭【週替り】
- 制作協力：PROTX
- 製作著作：テレビ東京

### 過去のスタッフ
- プロデューサー：宮澤正徹

## 関連番組
よるパ!
本番組の兄弟番組として、東京ホテイソンとテレビ東京の若手アナウンサーが最新番組やイベント情報などのテレビ東京関連の最新エンターテインメント情報を紹介するミニ番組。2022年10月3日開始、2023年9月29日終了。
放送時間：月曜26:35 - 26:50、火曜・水曜27:05 - 27:20、木曜27:35 - 27:50、金曜27:00 - 27:15